# 1821
Промислова революція •  Російська імперія • Незалежність країн Латинської Америки

## Геополітична ситуація
У Росії царює імператор Олександр I (до 1825). Російській імперії належить більша частина України, значна частина Польщі, Грузія, частина Закавказзя, Фінляндія, Аляска. Україну розділено між двома державами — Королівство Галичини та Володимирії належить Австрії, Правобережжя, Лівобережжя та Крим — Російській імперії. Задунайська Січ існує під протекторатом Османської імперії.
В Османській імперії править султан Махмуд II (до 1839). Під владою османів перебувають Близький Схід та Єгипет, Середземноморське узбережжя Північної Африки, частина Закавказзя, значні території в Європі: Греція, Болгарія і Сербія. Васалами османів є Волощина та Молдова. Триває Грецька революція.
Австрійську імперію очолює Франц II (до 1835). Вона охоплює, крім власне австрійських земель, Угорщину з Хорватією, Трансильванію, Богемію, Північну Італію. Король Пруссії — Фрідріх-Вільгельм III (до 1840). Баварське королівство очолює Максиміліан I (до 1825). Австрія, Пруссія, Баварія та інші німецькомовні держави об'єднані в Німецький союз.
У Франції править Людовик XVIII (до 1824). Франція має колонії в Карибському басейні, Південній Америці та Індії. На троні Іспанії сидить Фернандо VII (до 1833). Королівству Іспанія належать низка островів Карибського басейну, Філіппіни. Об'єднані провінції Ріо-де-ла-Плати, Велика Колумбія, Мексика, Гватемала, Нікарагуа, Гондурас, Коста-Рика, Панама та Чилі проголосили незалежність від іспанської корони. У Португалії королює Жуан VI (до 1826). Португалія має володіння в Бразилії, в Африці, в Індії, в Індійському океані й Індонезії.
У Великій Британії королює Георг IV (до 1830). Британія має колонії в Північній Америці, на Карибах та в Індії. Королівство Нідерланди очолює Віллем I (до 1840). Король Данії та Норвегії — Фредерік VII (до 1863), на шведському троні сидить Карл XIV Юхан Бернадот (до 1844). Італія розділена між Австрією та Королівством Обох Сицилій. Існує Папська держава з центром у Римі.
Сполучені Штати Америки займають територію частини колишніх британських колоній та купленої у Франції Луїзіани. Посаду президента США обіймає Джеймс Монро. Територія на півночі північноамериканського континенту належить Великій Британії, вона розділена на Нижню Канаду та Верхню Канаду, територія на півдні та заході континенту належить Мексиці.
В Ірані при владі Каджари. Британська Ост-Індійська компанія захопила контроль майже над усім Індостаном. У Пенджабі існує Сикхська держава. У Бірмі править династія Конбаун, у В'єтнамі — династія Нгуєн. У Китаї володарює Династія Цін. У Японії триває період Едо.

## Події

### В Україні
- У Львові закладено парк На валах.
- У Сімферополі вікрився театр.
- У Тульчині виникло таємне Південне товариство.
- У Миколаєві відкрилася обсерваторія.

### У світі
- 10 лютого у Мексиці лідер урядових військ Аґустін де Ітурбіде та лідер повстанців Вісенте Герреро уклали пакт, відкривши шлях до незалежності.
- 5 березня Джеймс Монро приніс присягу, розпочавши другий термін президента США.
- 31 березня скасовано Португальську інквізицію.
- 6 квітня патріарх Германос III підняв революційний стяг Греції, з чого почалася Грецька революція.
- 22 квітня турки повісили патріарха Германоса III.
- 5 травня Наполеон помер у вигнанні на острові Святої Єлени.
- 14 червня султан Сеннару Баді VII без боротьби поступився паші Ісмаїлу Камілу, онукові правителя Єгипту Мухаммеда Алі.
- 24 червня Сімон Болівар переміг роялістів у битві при Карабобо, відкривши шлях до незалежності Венесуели.
- 4 липня король Жуан VI повернувся з Бразилії в Португалію і того ж дня затвердив основи конституції.
- 28 липня аргентинський генерал Хосе де Сан-Мартін проголосив незалежність Перу.
- 10 серпня Міссурі прийняли в США 24-им штатом.
- 19 серпня в Греції сталася Наварінська різанина — винищення турецького населення міста Наваріно.
- 24 серпня в Кордові, Веракус, підписано договір, який закінчив Мексиканську війну за незалежність.
- 7 вересня Сімона Болівара обрано президентом Республіки Колумбія, Франсиско де Паула Сантандер став віцепрезидентом.
- 15 вересня Гватемала, Сальвадор, Гондурас, Коста-Рика отримали незалежність Актом про незалежність Центральної Америки.
- 16 вересня Російська імперія оголосила суверенітет над Аляскою.
- 27 вересня армія повстанців увійшла в Мехіко. Наступного дня проголошено незалежність Мексиканської імперії.
- 5 жовтня грецькі повстанці захопили Триполі.
- 28 листопада Панама оголосила незалежність і приєдналася до Колумбії.
- У Валахії спалахнуло і зазнало поразки антитурецьке повстання.

### Наука
- Майкл Фарадей винайшов електричний двигун.
- Томас Зеєбек відкрив ефект виникнення електрорушійної сили між нагрітими до різної температури контактами — Ефект Зеебека
- У Парижі засновано Французьке географічне товариство.
- Медаль Коплі одержали Едвард Себін та Джон Гершель.

### Культура
- Джеймс Фенімор Купер написав історичний роман «Шпигун» про американську війну за незалежність.
- Генріх Гейне видав збірку поезій.
- Карл Марія фон Вебер написав оперу «Вільний стрілець».
- У Берліні завершилося будівництво Концертного дому (архітектор Карл Фрідріх Шинкель).
- В окрузі Колумбія, США, засновано Колумбійський коледж.
- Вийшов у світ перший номер газети Manchester Gardian.

## Народились
Дивись також Категорія:Народились 1821
- 2 січня — Симиренко Платон Федорович, український цукрозаводчик, меценат
- 9 квітня — Шарль Бодлер, французький поет
- 26 травня — Пафнутій Львович Чебишов, російський математик, засновник Петербурзької наукової школи
- 31 серпня — Герман Гельмгольц, німецький фізик і фізіолог

## Померли
Дивись також Категорія:Померли 1821
- 5 травня — Наполеон I Бонапарт, французький імператор